# أوريدو الجزائر
أوريدو (بالفرنسية: Ooredoo)، أو شركة «نجمة» سابقا) هو الاسم التجاري لمؤسسة الاتصالات بالهاتف النقال، وهي فرع من مجموعة أوريدو للاتصالات الكويتية. تعمل أوريدو في الجزائر في مجال الاتصالات بالهاتف النقال، وقد بلغ عدد مشتركيها 12.5 مليون مشترك في عام 2017، مما يجعلها تحتل المرتبة الثالثة في سوق الهاتف النقال في الجزائر. بلغت حصة أوريدو في سوق النقال  2 ,25 بالمائة من إجمالي الحصص.

## التأسيس
في 2 ديسمبر 2003، حصلت الوطنية تيليكوم الكويتية على رخصة استغلال الهاتف النقال في الجزائر بعد تقديم عرض مالي قدره 421 مليون دولار. وفي 25 أغسطس 2004، تم الإطلاق التجاري لعلامتها التجارية المسماة "نجمة"، حيث قدمت مجموعة متنوعة من المنتجات والخدمات الجديدة في السوق الجزائرية. 
أسهمت "نجمة" في إدخال معايير جديدة لعالم الاتصالات في الجزائر، وكانت أول مشغل يقدم خدمة الوسائط المتعددة السمعية والبصرية، مما ساهم في تحسين تجربة المستخدمين وتعزيز التنافسية في سوق الاتصالات.

## مساحات أوريدو
أوريدو تسعى دائمًا لتكون قريبة من عملائها، حيث تقدم لهم مجموعة من الخدمات عبر فضاء التجزئة. يمكن للعملاء تكوين هواتفهم، دفع فواتيرهم، وحل أي مشكلات تتعلق بخطوطهم. كما توفر أوريدو حزمًا متنوعة من الخدمات والهواتف. 
تغطي الشركة حاليًا 58 ولاية في الجزائر من خلال أكثر من 3000 موقع تقني، مما يتيح لها تقديم تغطية تصل إلى 91% من السكان. وتضم أوريدو 70 محلًا للبيع و270 فضاء خدمة، بالإضافة إلى أكثر من 50 ألف نقطة بيع. 

تعتبر القوى العاملة في أوريدو مكونة بنسبة 99% من الجزائريين، مع نسبة 40% من العنصر النسوي، ويبلغ متوسط أعمار العمال حوالي 30 عامًا.

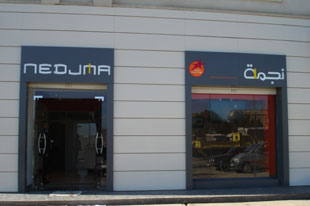
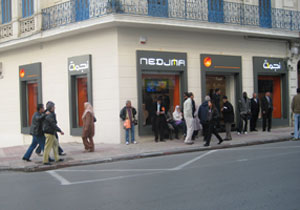
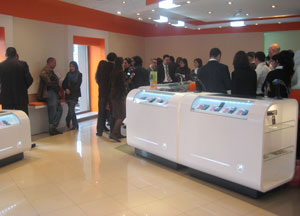

## الرعاية
- نجمة هي الراعي الرئيسي الإتحادية الجزائرية لكرة القدم والمنتخب الجزائري وتسمى بطولة الكأس باسمها وأيضا هو الراعي الرسمي لأندية كرة القدم التالية:
- شبيبة القبائل
- شبيبة بجاية
- شباب بلوزداد
- مولودية العلمة
- أهلي برج بوعريريج
- مولودية وهران
- اتحاد عنابة

## وصلات خارجية
- موقع الشركة: (بلغة الفرنسية).
- موقع مجموعة الوطنية

1. ↑  404 نسخة محفوظة 27 ديسمبر 2013 على موقع واي باك مشين.